# 河江肖剰
河江 肖剰（かわえ ゆきのり、1972年9月26日 - ）は、日本のエジプト考古学者、博士（歴史学）。名古屋大学デジタル人文社会科学研究推進センター研究プロジェクト部門教授。米国ナショナル ジオグラフィック協会のエマージング・エクスプローラー。米国古代エジプト調査協会のメンバー。専門は、エジプト学、ピラミッド研究、3D計測、住居考古学。

## 来歴
兵庫県宝塚市出身。1992年から2008年までエジプトのカイロ在住。1992年、同国のランド・オペレーターであるバヒ・トラベル・エージェンシーでガイド／通訳として働く。2003年、カイロ・アメリカン大学（American University in Cairo）人文社会科学エジプト学卒業。2004年からピラミッド研究の第一人者であるアメリカ人考古学者マーク・レーナー率いる米国古代エジプト調査協会（Ancient Egypt Research Associates, Inc.）の調査プロジェクトに参加。区画責任者として、ギザのピラミッド群を造営した人々の居住地であるヘイト・エル＝グラブ遺跡（通称「ピラミッド・タウン」）の発掘に従事。
2006年、米国古代エジプト調査協会の日米合同調査によるケントカウエス女王墓の3D計測調査を担当。2007年、アメリカ・エジプト調査センター（American Research Center in Egypt）によるルクソール東岸修復保全プロジェクトに考古写真の専門家として参加。同年、米国古代エジプト調査協会によるルクソール緊急考古学調査に参加。2008年、エジプト考古最高評議会事務総長ザヒ・ハワスの要請を受け、エジプト最古のピラミッドであるサッカラの階段ピラミッドの3D計測プロジェクトにフィールド・ディレクターとして従事。
2012年、論文"3D Data of the Tomb of Khentkawes [I] and its interpretation"（『ケントカウエス一世女王墓の3Dデータとその解釈』）で、名古屋大学大学院文学研究科人文学専攻博士課程後期課程修了、博士号（歴史学）取得。2012年から15年まで日本学術振興会特別研究員として、メンフィス地区の3D計測調査に従事。2015年からチェコ・エジプト学研究所（Czech Institute of Egyptology）と共同で、アブシールのピラミッド群の3D計測調査を開始。同年には、ナショナル ジオグラフィック日本語版から、創刊20周年を記念して企画された「日本のエクスプローラー」 の一人として選ばれ、翌年の2016年には、米国ナショナル ジオグラフィック協会によって、先進的なビジョンをもった気鋭の科学者や探検家の一人として「新世代の探求者（エマージング・エクスプローラー、Emerging Explorer）」に選出された 。
2017年には、再び、TBS「世界ふしぎ発見」の協力を得て、ドローンを用いた世界初のギザの三大ピラミッドの計測に成功している。2018年にはデジタル・ギザ・プロジェクト（Digital Giza Project）を推進するハーバード大学に招聘され、"Analyzing Egyptian Pyramids in the Digital Age"(デジタル時代におけるエジプト・ピラミッド群の分析）という講演を行っている。2018年より、世界最高水準の研究活動を推進し、卓越した研究成果を挙げることを目的とする名古屋大学高等研究院准教授に着任。同年、イタリア内務省並びに文化省が認定する科学、文化、スポーツ、平和貢献など、様々な分野で活躍されている人に授与される国際ジュゼッペ・シャッカ賞を受賞。さらに、2017年にドローンによって取得した30000枚近くの三大ピラミッドの画像から3Dデータを生成するポスト・プロセッシングのクラウドファンディングにも挑戦し、成功させている。
2024年4月、名古屋大学に新設されたデジタル人文社会科学研究推進センターの研究プロジェクト部門准教授。2025年1月、同教授に昇任。

## 著書

### 単著
- 『ピラミッド・タウンを発掘する』（2015年9月、新潮社、ISBN 978-4103395713）[7]
- 『河江肖剰の最新ピラミッド入門』（2016年12月、日経ナショナルジオグラフィック社、ISBN 978-4863133631）[8]
- 『ピラミッド　最新科学で古代の謎を解く』（『ピラミッド・タウンを発掘する』改題。2018年3月、新潮文庫、ISBN 978-4101212364）[9]

### 共編著
- Giza Occasional Papers 3 (2009, Ancient Egypt Research Associates, Inc., ISBN 0-9779370-7-0)[10]
- Giza Occasional Papers 4 (2009, Ancient Egypt Research Associates, Inc., ISBN 0-9779370-8-9)[11]
- Giza Occasional Papers 5 (2011, Ancient Egypt Research Associates, Inc., ISBN 0-9779370-9-7)[12]

## 監修
- 「覆る定説 ピラミッドを築いた人々」（『日経サイエンス』2016年2月号）
- TBS THE世界遺産「放送20周年スペシャル 大河ナイルの旅 I 氷河の一滴から黄金の国へ」（2016年4月10日放送）[13]
- TBS THE世界遺産「放送20周年スペシャル　大河ナイルの旅 II　海に沈んだクレオパトラの宮殿」（2016年4月24日放送）[14]
- TBS RAKUEN 三好和義と巡る楽園の旅 Episode-05 エジプト（初公開日：2016年10月31日）[15]
- 「古代の美を探して、エジプト」（『PEN』2017年 1／1・15 合併号）

## 受賞
- American University in Cairo, Ahmed Fakhry Award [16]
- American University in Cairo, the Humanities and Social Sciences Honor [16]
- 名古屋大学学術奨励賞受賞[16]
- 日経ナショナルジオグラフィック社「日本のエクスプローラー」[1]
- National Geographic Society, "the 2016 class Emerging Explorer" [17]
- Premio Internazionale Giuseppe Sciacca (Archaeology) [5]

## メディア出演
- TBS 日立 世界・ふしぎ発見!
  - 「ピラミッドに秘められた古代の英知－エジプト・フランス－」（2013年4月20日放送）[18]
  - 「エジプト　スフィンクスの謎　遂に解明！！」（2013年8月3日放送）[19]
  - 「誰も知らなかったニューヨーク グレート　ピラミッド　シティ」（2014年8月16日放送）[20]
  - 「ミイラ！巨像！財宝！？ 古代エジプト続々新発見」（2014年10月11日放送）[21]
  - 「日本初！ピラミッド登頂！！！ 201段全段計測！」（2015年3月14日放送）[22]
  - 「30周年直前　ミステリー大挑戦！　世界三大ミュージアム発　最新ナゾ解きの旅スペシャル（2016年1月23日放送）[23]
  - 「イタリア　エジプト愛の二千年物語」（2016年5月21日放送）[24]
  - 「世界ふしぎ発見！30周年スペシャル 巨大クジラが自撮り！ 驚異の折り紙顕微鏡！ 古代人の暗号解読!? 未来を変える冒険者たち」（2017年1月21日放送）[25]
  - 「世界初！ついに解明か？！ピラミッド王朝の秘密」（2017年3月11日放送）[3]
  - 「アブ･シンベル神殿発掘記念スペシャル 朝日の奇跡 200年目にして初めて明らかに！？」（2017年12月16日放送）[26]
  - 「エジプト大ピラミッド 建造の謎を解くメレルの日誌」（2018年5月5日放送）[27]
  - 「さかなクンが紐解く！魚代（ぎょだい）エジプトの謎」（2019年7月20日放送）[28]
  - 「黒いピラミッドの謎　古代エジプトで最も輝いた時代」（2019年10月19日放送）[29]
  - 「ナイル殺人事件 現場は古代エジプト！！！」（2020年10月31日放送）[30]
- TBS特別番組
  - 「〜古代エジプト世紀の大発見プロジェクト〜 ツタンカーメンと伝説の王妃3300年の新事実」（2016年7月18日放送）
- NHKスペシャル
  - 「シリーズ古代遺跡透視　プロローグ　大ピラミッド　永遠の謎に挑む」（2016年5月1日放送）
  - 「シリーズ古代遺跡透視　大ピラミッド 発見！謎の巨大空間」（2017年11月4日放送）[31]
- NHK総合
  - 特集番組 「挑戦！人類200万年の旅 ～大英博物館展」（2015年5月5日）
  - 視点・論点 「4500年前の古代都市」（2015年11月27日 放送）
  - 視点・論点 「最新技術によるピラミッド調査」（2018年7月3日 放送）[32]
  - クローズアップ現代+「ピラミッド透視　謎の空間を発見！」（2016年10月31日放送）
- NHK Eテレ
  - NHKアカデミア「河江肖剰 エジプト考古学者 生きるヒントが、ここに。」（2023年3月28日 放送）[33]
- NHK-BS
  - 地球アゴラ 「世界遺産 エジプト・ピラミッド トルコ奇岩の大地！」（2007年5月放送）
  - ほっと＠アジア 「日本の力が繋ぐ大ピラミッドと未来」（2012年2月17日放送）
  - 幻解!超常ファイル 「神々の遺産？謎の超古代文明を徹底解明！」（2015年6月13日放送）
  - 幻解!超常ファイル 「エジプト　呪いと超古代文明ミステリー」（2017年11月18日放送）
  - スーパープレミアム「古代エジプト 3人の女王のミステリー」（2017年11月25日放送）
- NHK-BS4K
  - 完全解剖！大ピラミッド七つの謎（2020年6月20日放送）
- NHK-BS8K
  - ナイルを飛ぶ〜空から見る古代エジプト文明（2019年3月30日放送）
- 日本テレビ 世界一受けたい授業
  - 「ツタンカーメンの素顔も判明!?最新科学が解き明かした古代エジプトの謎」（2015年2月28日放送）
- テレビ朝日 林修の今でしょ！講座
  - 「春の豪華3時間SP」（2016年3月15日放送）
- BS朝日
  - Fresh Faces 〜アタラシイヒト〜（2015年9月27日放送）[34]
- AbemaTV
  - 内田理央のオタカレ募集中!（2017年4月16日配信）[35]
  - 内田理央のオタカレ募集中!（2017年7月2日配信）[36]
- フジテレビ
  - 1Hセンス（2017年5月7日放送）[37]
- Wowow
  - 4人の専門家が語る『インディ・ジョーンズ』発掘トーク #1（2017年12月2日, 2017年12月7日, 2018年1月2日, 2018年1月15日放送）[38]